# ویلیام پارکر، بارونت اول
ویلیام پارکر، بارونت اول (انگلیسی: Sir William Parker, 1st Baronet, of Shenstone; ۱ دسامبر ۱۷۸۱ – ۱۳ نوامبر ۱۸۶۶) فرد نظامی اهل پادشاهی متحد بریتانیای کبیر و ایرلند بود. وی همچنین برندهٔ جوایزی همچون نشان حمام شده‌است.
افسر نیروی دریایی سلطنتی بود. او به عنوان خدمتکار کاپیتان در نبرد باشکوه اول ژوئن در ژوئن ۱۷۹۴ در طول جنگ‌های انقلاب فرانسه شرکت کرد و به عنوان کاپیتان، در تصرف کشتی‌های فرانسوی مارنگو و بل پول در عملیات ۱۳ مارس ۱۸۰۶ در طول جنگ‌های ناپلئونی شرکت داشت. او در سپتامبر ۱۸۳۱ با مأموریت حفاظت از منافع بریتانیا در طول جنگ داخلی پرتغال، به فرماندهی مستقلی در تاگوس اعزام شد. او به عنوان فرمانده کل قوا در هند شرقی و ایستگاه چین، در عملیات‌های مختلف بین سال‌های ۱۸۴۱ و ۱۸۴۲ در طول جنگ اول تریاک، پشتیبانی دریایی ارائه داد. در فوریه ۱۸۴۵ به عنوان فرمانده ناوگان مدیترانه منصوب شد و از ۱۳ ژوئیه ۱۸۴۶ تا ۲۴ ژوئیه ۱۸۴۶ به مدت کوتاهی (به مدت یک هفته) لرد اول نیروی دریایی در وزارت راسل اول بود، اما به دلیل بیماری از این سمت کناره‌گیری کرد و سپس به فرماندهی خود در ناوگان مدیترانه بازگشت.